# Tanworth-in-Arden
Tanworth-in-Arden is een civil parish in het Engelse graafschap Warwickshire. Tanworth is gelegen ten zuidoosten van Birmingham in de gelijknamige parish Tanworth-in-Arden. De parish telde 3.017 inwoners (volkstelling van 2001). Dit is inclusief het inwonertal van het nabijgelegen gehucht Wood End.
De musicus Nick Drake en zijn zuster, de actrice Gabrielle Drake, groeiden op in Tantworh-in-Arden. Nick Drake stierf er in 1974 en ligt er begraven. Ook de coureur Mike Hailwood en zijn dochter Michelle liggen er begraven.
Tantworth-in-Arden deed dienst als het fictieve dorp Kings Oak in de langlopende soapserie Crossroads.